# Кудер, Андре Жозеф Александр
Андре́ Жозе́ф Алекса́ндр Куде́р (фр. André Joseph Alexandre Couder, 1897—1979) — французский астроном.

## Биография
Родился в Алансоне, вначале работал химиком, с 1925 — сотрудник Страсбургской обсерватории. По инициативе А. Данжона переехал в Париж, где был директором оптической лаборатории . Там же начал изготовление первых зеркал для рефлекторов. В 1943—1968 — астроном Парижской обсерватории. Член Бюро долгот в Париже с 1946, его президент (1951—1953). Член Парижской АН (1954), её президент в 1968.
Основные труды в области астрономической оптики и приборостроения. Разработал ряд способов уменьшения оптических аберраций зеркальных и линзовых телескопов, а также спектрографов. Создал механическую систему, уменьшающую влияние силы тяжести на форму зеркал рефлекторов; система применяется в больших телескопах и в настоящее время. Установил правила монтировки зеркал. Рекомендовал применение вентиляции в больших телескопах для уменьшения влияния турбулентности воздуха. По его идеям и при его активном участии было построено несколько новых больших рефлекторов. Принимал деятельное участие в создании обсерватории Верхнего Прованса (в 1964—1973 — президент её руководящего комитета), обсерваторий Европейской Южной, Mayна-Кеа (Гавайские острова) и др. Совместно с А.Данжоном разработал методику оценки астроклиматических характеристик пунктов по виду дифракционных изображений звезд, широко применявшуюся в 1940-1960-е годы. Соавтор широко известной книги «Подзорные трубы и телескопы» (1935).
Член Бельгийской королевской академии наук, литературы и изящных искусств, вице-президент Международного астрономического союза (1952—1958).
Большая научная премия города Парижа (1961).
В его честь назван кратер на Луне.